# متهادريات
المتهادريات (الاسم العلميHeteroderidae)، فصيلة ديدان خيطية الشكل من الثعبانيات.

## المرجع
1. ↑  (بالfr+en) مرجع نظام المعلومات التصنيفية المتكامل (ITIS) : TSN {{{1}}}